# دير مار أفرام السرياني (معرة صيدنايا)

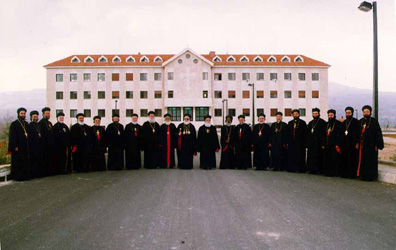
دير مار أفرام السرياني في معرة صيدنايا، وفي الصورة أيضا البطريرك إغناطيوس زكا الأول عيواص مع عدد من المطارنة السريان

دير مار أفرام السرياني هو دير تابع للكنيسة السريانية الأرثوذكسية يقع قرب بلدة معرة صيدنايا خارج العاصمة السورية دمشق، تم افتتاحه بتاريخ 14 سبتمبر/أيلول عام 1996، وفي نفس ذلك اليوم انتقلت إليه من حي باب توما في دمشق القديمة كلية مار أفرام اللاهوتية لإعداد الكهنة والرهبان. تم بناء وتدشين الدير في عهد بطريركة إغناطيوس زكا الأول عيواص بطريرك أنطاكية وسائر المشرق للسريان الأرثوذكس.
بدأت أعمال بناءه قبل عشرة أعوام من افتتاحه و هو مؤلف من خمسة طوابق بمساحة 4000 متر مربع. يحتوي الطابق الأرضي على المطبخ وصالة للطعام وغرف للخزن، والطابق الأول فيه غرفة للاستعلامات وغرف دراسية وقاعة محاضرات ومكاتب وعيادة طبية وعيادة سنية وصالة استقبال. الطابق الثاني يحتوي في أحد أجنحته على مهاجع للطلاب إضافة لمطبخ وحمامات وصالة، وفي الجهة المقابلة غرفة مدير الدير وغرف معدة لاستقبال زوار الدير من السلك الكهنوتي غالباً، وفي الطابق الثالث يوجد جناح إقامة البطريرك مع المكتبة البطريركية وكنيسة الدير الداخلية والتي أعطيت اسم أفرام السرياني. الطابق الرابع والأخير مجهز بغرف صغيرة لسكن رهبان الدير. يتخذ بطريرك الكنيسة السريانية الأرثوذكسية من الدير مقراً رئيسياً لسكناه على الرغم من أن مركز البطريركية الرسمي موجود في حي باب توما في مدينة دمشق. عدا البناء الرئيسي هنالك عدة أبنية أصغر مساحةً ضمن أسوار الدير كقاعة المؤتمرات وكاتدرائية القديسين بطرس وبولس وبناء لاستقبال الزوار من العامة ولإقامة الأنشطة الروحية لمراكز التربية الدينية، إضافة لبيت لرهبانية مار يعقوب البرادعي للإناث.

## وصلات داخلية
- الكنيسة السريانية الأرثوذكسية